# Pixote Hunt
Pour les articles homonymes, voir Hunt.
Pixote Hunt (ou Maurice Hunt) est un réalisateur, producteur et scénariste américain.

## Filmographie
Comme animateur
- 1982 : Fun with Mr. Future

Comme réalisateur
- 1994 : Richard au pays des livres magiques (The Pagemaster) avec Joe Johnston
- 1999 : Fantasia 2000 (Fantasia/2000) avec Hendel Butoy, Don Hahn, Eric Goldberg (animateur), James Algar et Gaëtan et Paul Brizzi
- 2004 : Un par un (One by One) (vidéo)
- 2005 : Hear My Cry
- 2005 : The Proud Family Movie

Comme scénariste
- 2005 : Hear My Cry

Comme producteur
- 2005 : Hear My Cry